# Šrobárová
Šrobárová es un municipio del distrito de Komárno en la región de Nitra, Eslovaquia, con una población estimada a final del año 2024 de 485 habitantes.
Se encuentra ubicado al suroeste de la región, cerca de los ríos Danubio y Váh, y de la frontera con Hungría.

## Demografía
| Año        | 1994 | 2004    | 2014    | 2024    |
| ---------- | ---- | ------- | ------- | ------- |
| Población  | 498  | 487     | 508     | 485     |
| Diferencia |      | −2,20 % | +4,31 % | −4,52 % |

| Año        | 2023 | 2024    |
| ---------- | ---- | ------- |
| Población  | 487  | 485     |
| Diferencia |      | −0,41 % |